# Медаль «За освобождение Суговушана»
Медаль «За освобождение Суговушана» (азерб. «Suqovuşanın azad olunmasına görə» medalı) — государственная награда Азербайджана в честь победы в боях за Мадагиз (Суговушан) во Второй карабахской войне (2020).

## История
20 ноября 2020 года на пленарном заседании Милли Меджлиса Азербайджана был вынесен на обсуждение законопроект о внесении поправок в закон «Об учреждении орденов и медалей Азербайджанской Республики».
Медаль «За освобождение Суговушана» была учреждена в этот же день в первом же чтении согласно законопроекту об учреждении орденов и медалей по случаю победы Азербайджана во Второй карабахской войне.

## Положение о медали
Медаль «За освобождение Суговушана» вручается военнослужащим Вооружённых сил Азербайджана, принимавшим участие в боевых действиях по освобождению села Суговушан Азербайджанской Республики.
Медаль носится на левой стороне груди, при наличии других медалей и орденов Азербайджанской Республики — после медали «За отличие в бою».